# Urgehal
Urgehal är en norsk musikgrupp (black metal) från Hønefoss. Urgehal spelar ortodox black metal i den klassiska norska formen från tidigt 1990-tal.

## Historia
Urgehal bildades 1992 av gitarristen och sångaren Trond Bråthen ("Trondr Nefas") och rytmgitarristen Thomas Søberg ("Enzifer"). Bandet spelade in två demos 1994 och 1995 och lanserade sitt första album Arma Christi genom tyska skivbolaget No Colours Records 1997.
Trondr Nefas avled i maj 2012. Nefas var inblandad med ett antal andra band. Framför allt var han gitarrist och basist i black metal band som Beastcraft, Angst Skvadron, Vulture Lord och Bloodsworn.

## Medlemmar
Nuvarande medlemmar
- Enzifer (Thomas Søberg) – trummor (1992–1997), gitarr (1992– )
- Uruz (Jarle Byberg) – trummor (1998–2008, 2011– )

Tidigare medlemmar
- Trondr Nefas (Trond Bråthen) – sång, gitarr (1992–2012; död 2012)
- Chiron (Bjørn Egil Johnsen) – basgitarr (1992–1997; död 2019)
- Aradia (Siw Therese Runesdotter) – keyboard (1992–1995)
- Shregoth (Tomas Torgersbråten) – basgitarr (2003–2006)
- Mannevond (Lloyd Hektoen) – basgitarr (2007–?)
- Renton (Eirik Renton) – trummor (2008–2010)

Turnerande medlemmar
- Hoest (Ørjan Stedjeberg) – sång (2007)

## Diskografi
Demo
- 1994 – Ferd
- 1995 – Rise of the Monument

Studioalbum
- 1997 – Arma Christi
- 1998 – Massive Terrestrial Strike
- 2001 – Atomkinder
- 2003 – Through Thick Fog till Death
- 2006 – Goatcraft Torment [5]
- 2009 – Ikonoklast
- 2016 – Aeons in Sodom

EP
- 2005 – Demonrape
- 2011 – Death Is Complete

Samlingsalbum
- 2007 – The Eternal Eclipse - 15 Years of Satanic Black Metal
- 2009 – Rise of the Monument

Annat
- 2006 – A Norwegian Hail to VON (delad 2x7" vinyl: Taake / Urgehal / Amok / Norwegian Evil)
- 2007 – Satanisk Norsk Black Metal (delad 7" vinyl: Urgehal / Beastcraft)
- 2012 – Maatte blodet flomme / Disintegrate (delad 7" vinyl: Urgehal / Sarkom)